# لي فينرتي
لي فينرتي (بالإنجليزية: Lee Finnerty)‏ هو لاعب دوري الرغبي نيوزيلندي، ولد في 30 أبريل 1978.